# 加来
加来（法語：Calais，法語發音：[ka.lɛ]），法国北部城市，位于上法兰西大区的加来海峡省，是该省的一个副省会，下辖加来区，其市镇面积为33.5平方公里，2022年1月1日时人口数量为67,585人，是加来海峡省人口最多的市镇，超过了省会阿拉斯，在全法国排名第66位。
加来位于法国北部大西洋海滨，所相邻的英吉利海峡又被称为“加来海峡”。加来是法国本土距离英国最近的城市之一，隔海直线距离大约38公里，历史上曾多次被英国人占领。自21世纪初起前往英国的偷渡者曾大批聚集与此，并形成加萊叢林，引发了国际社会的关注。

## 地名来源
“加来”一名来源于中世纪拉丁语，其中的来源于凯尔特语“Kal”，意为“海岸”。13世纪后，逐渐由代替。
加来临近比利时弗拉芒大区，故有荷兰语旧名“Kales”。

## 历史

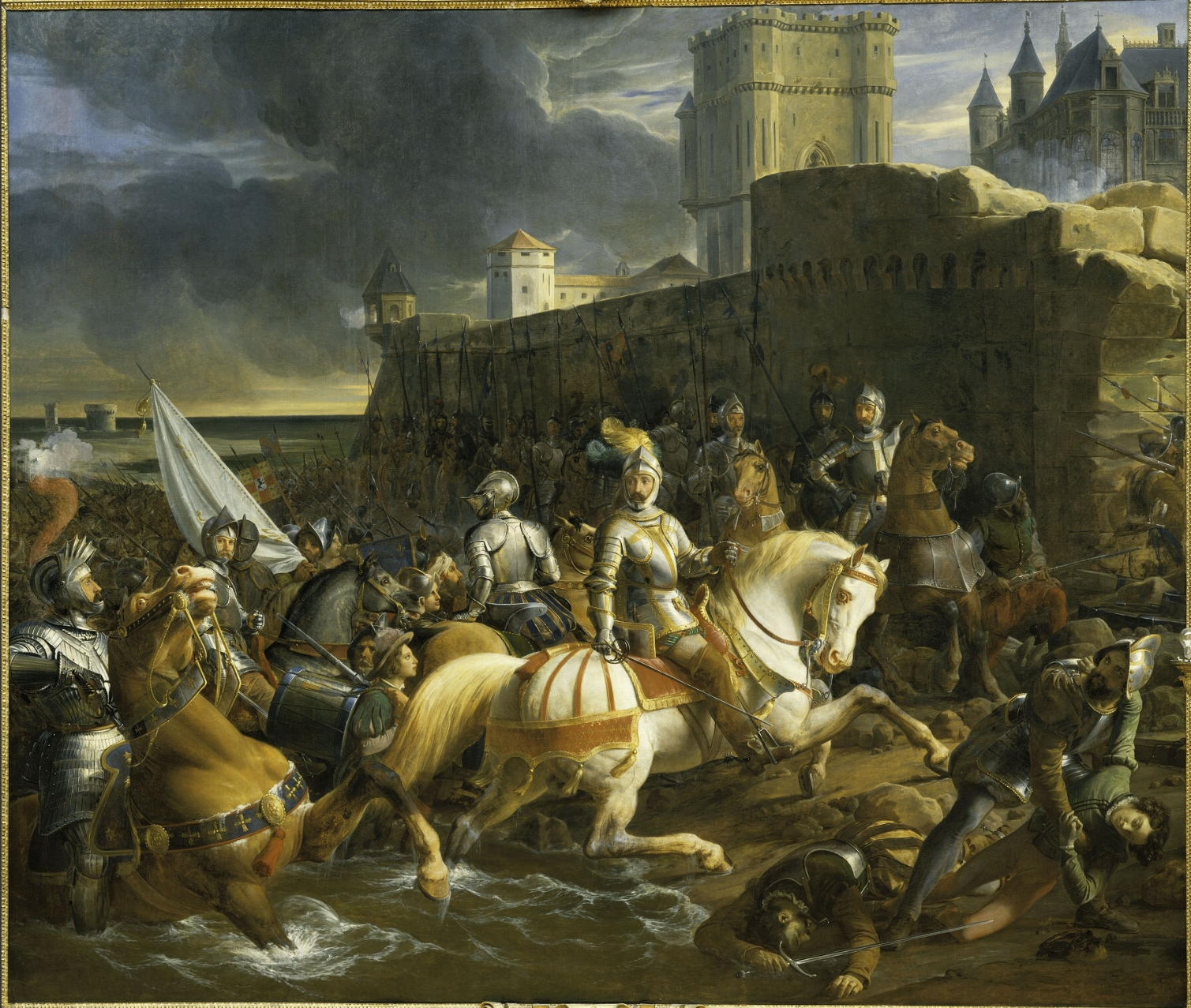
加来围城战油画

加来地区早在古罗马时期就已出现城镇，彼时为罗马帝国北部重要的港口，凯撒大帝曾亲临该地，而罗马帝國皇帝卡利古拉在此建设港口。中世纪中期，法国北部沿海地区长期出现海岸线侵蚀，包括加来在内的多个地区遭受到了破坏，公元997年，佛兰德伯爵博杜安四世主持重建加来港口。1224年，布洛涅伯爵克莱蒙的菲利普·于尔佩尔对加来港口进行了加固。1346年，在英法對抗的克雷西戰役中，加來抵抗英軍的圍困達1年之久後，彈盡糧絕，在1347年投降，其間發生6位加萊市民自願投降，作為英軍的人質，以拯救全城人民，史称“加来义民”事件。英法百年战争结束后，加来成为英格兰在法国唯一的領土；1436年，勃艮第军队曾试图夺回加来，并展开加来战役 (1436年)，但最终未能成功；直到1558年，吉斯公爵打敗英軍，奪回加來城，加来才重新回归法兰西，成为皮卡第行省的一部分，而英格蘭也至此失去在法國本土的所有領土。1596年，加来被西班牙帝國占領，而1598年依《韦尔万和约》又被法國收回。法国大革命后，加来成为加来海峡省的一座城市。随着海洋贸易的发展，加来逐渐成为重要的港口城市，并成为英法间的主要接驳港口之一，城市也有了较大的发展。第二次世界大战期间，加來是納粹德國軍隊向海邊推進的主要目標。1940年，驻扎于此的英军在加来战役中受到德军的空袭，后被德國連同整個加來海峽省及诺尔省劃為比利時佔領區一部份，直至1944年9月加來才被盟軍收復，回到法國手中。1994年，加来成为英法海底隧道的东侧起点。自21世纪初，加来成为大批前往英国的偷渡者的中转站，在横跨加来海峡较为困难的情况下，偷渡者大批驻扎于加来附近郊区，成为加萊叢林，受到国际社会的关注，该驻扎区已于2016年10月被清除。

## 地理
加来位于法国北部，上法兰西大区北部和加来海峡省北部，距离省会阿拉斯大约100公里，距离法国首都巴黎大约230公里。与加来接壤的市镇包括：马克、桑加特、科凯勒、库洛涅。

### 地形
加来位于法国北部低地平原，加来海峡之滨，市区内地势平坦，境内海拔在0至18米之间。

### 水文
加来境内的水域以人工运河和水道为主，其中加来运河在加来港附近呈环状分布，并向东南延伸至吕曼盖姆。

### 气候
加来在柯本气候分类法中属于典型的温带海洋性气候，年温差较小，降水分布均匀。
加来市区东部的马克气象站。以下为该气象站的数据：
| 马克 1981–2010年    | 马克 1981–2010年 | 马克 1981–2010年 | 马克 1981–2010年 | 马克 1981–2010年 | 马克 1981–2010年 | 马克 1981–2010年 | 马克 1981–2010年 | 马克 1981–2010年 | 马克 1981–2010年 | 马克 1981–2010年 | 马克 1981–2010年 | 马克 1981–2010年 | 马克 1981–2010年 |
| 月份                | 1月              | 2月              | 3月              | 4月              | 5月              | 6月              | 7月              | 8月              | 9月              | 10月             | 11月             | 12月             | 全年             |
| ------------------- | ---------------- | ---------------- | ---------------- | ---------------- | ---------------- | ---------------- | ---------------- | ---------------- | ---------------- | ---------------- | ---------------- | ---------------- | ---------------- |
| 历史最高温 °C（°F） | 15 (59)          | 18.6 (65.5)      | 22.6 (72.7)      | 25.5 (77.9)      | 31.1 (88.0)      | 34 (93)          | 37 (99)          | 35.7 (96.3)      | 32 (90)          | 27.6 (81.7)      | 20.2 (68.4)      | 17 (63)          | 37 (99)          |
| 平均高温 °C（°F）   | 7.4 (45.3)       | 8.2 (46.8)       | 10.4 (50.7)      | 13.3 (55.9)      | 16.4 (61.5)      | 19.2 (66.6)      | 21.7 (71.1)      | 22.2 (72.0)      | 19.3 (66.7)      | 15.3 (59.5)      | 10.9 (51.6)      | 7.4 (45.3)       | 14.3 (57.8)      |
| 日均气温 °C（°F）   | 4.9 (40.8)       | 5.4 (41.7)       | 7.2 (45.0)       | 9.3 (48.7)       | 12.4 (54.3)      | 15.1 (59.2)      | 17.5 (63.5)      | 17.8 (64.0)      | 15.3 (59.5)      | 11.9 (53.4)      | 8.2 (46.8)       | 4.9 (40.8)       | 10.8 (51.5)      |
| 平均低温 °C（°F）   | 2.4 (36.3)       | 2.7 (36.9)       | 3.9 (39.0)       | 5.3 (41.5)       | 8.4 (47.1)       | 11.0 (51.8)      | 13.2 (55.8)      | 13.5 (56.3)      | 11.2 (52.2)      | 8.4 (47.1)       | 5.5 (41.9)       | 2.5 (36.5)       | 7.3 (45.2)       |
| 历史最低温 °C（°F） | −14 (7)          | −11.3 (11.7)     | −5.9 (21.4)      | −5 (23)          | −0.4 (31.3)      | 3.3 (37.9)       | 4.9 (40.8)       | 5.6 (42.1)       | 0.9 (33.6)       | −5.7 (21.7)      | −7.1 (19.2)      | −13.2 (8.2)      | −14 (7)          |
| 平均降水量 mm（）   | 55.3 (2.18)      | 42.7 (1.68)      | 39.9 (1.57)      | 41.3 (1.63)      | 54.5 (2.15)      | 53.6 (2.11)      | 54.8 (2.16)      | 63.5 (2.50)      | 63 (2.5)         | 86.2 (3.39)      | 90.7 (3.57)      | 77.1 (3.04)      | 722.6 (28.48)    |
| 来源：Climat-data   |                  |                  |                  |                  |                  |                  |                  |                  |                  |                  |                  |                  |                  |

## 交通

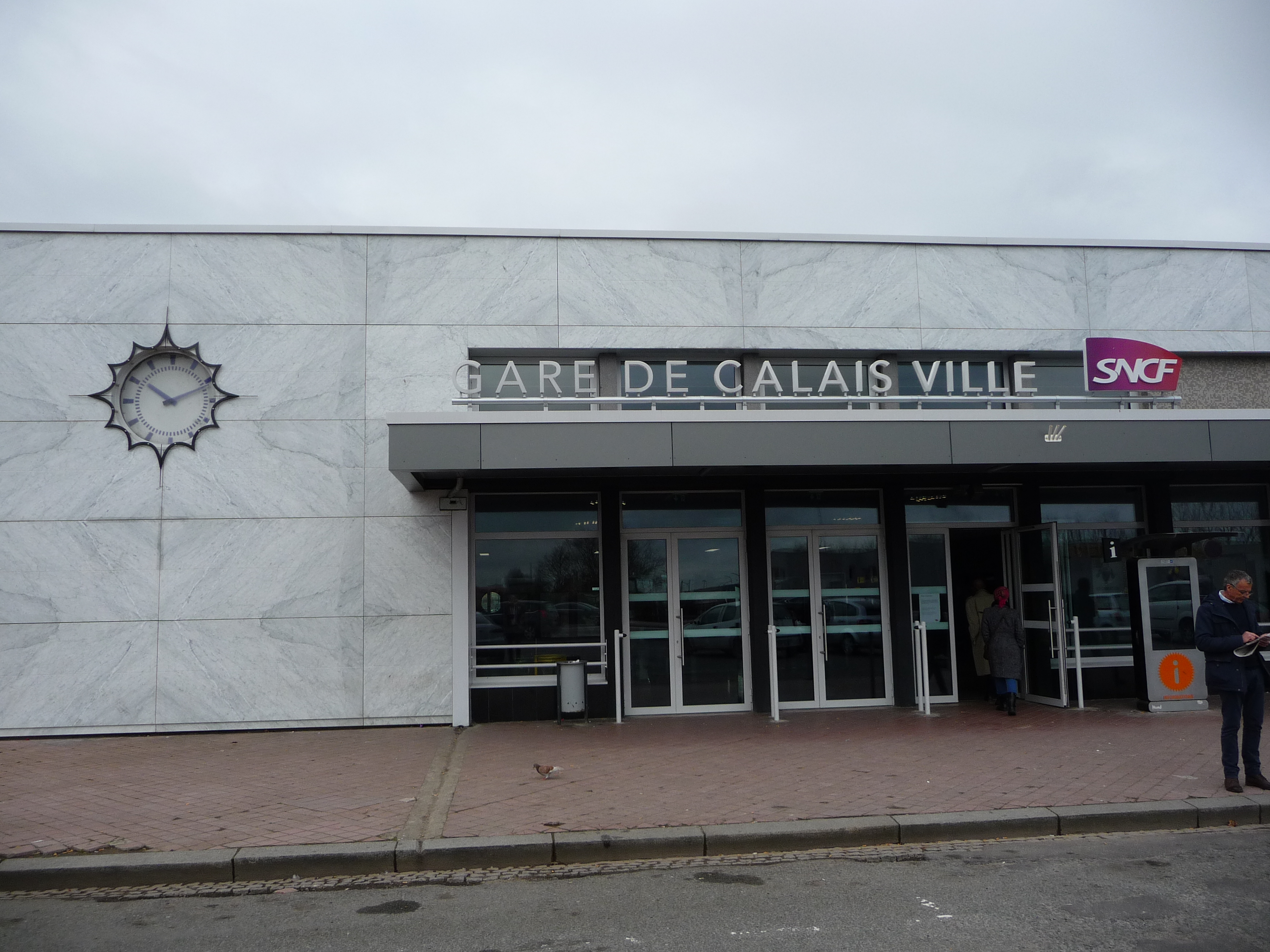
加来火车城站

### 公路
法国国家A16号高速公路和A26号高速公路在加来市区东南部交汇，A216高速公路直通加来港，另有多条加来海峡省省道在加来交汇。上法兰西大区公共交通提供连接前往加来附近市镇的校车线路。2018年，62.2%的加来居民拥有至少1辆私人汽车。2016年，加来境内共发生33起交通事故。

### 铁路
法国高速铁路北线经过加来市区附近，与英法海底隧道相连，另有里尔－莱丰蒂内特铁路、库德凯尔克－莱丰蒂内特铁路和布洛涅城－加来海港铁路三条普通铁路在加来交汇。加来境内有五个铁路客运车站：
加来城站位于加来市中心，该站每天开行直达巴黎的高速列车，同时上法兰西大区公共交通提供途径加来前往里尔、亚眠、敦刻尔克等方向的区域列车。该站为法国B类铁路车站，2018年共发送旅客数量89.5万人次。
加来弗雷敦站位于加来市区西南部，该站停靠欧洲之星高速列车，可直达伦敦。同时也停靠前往滨海布洛涅方向的高铁列车或区域列车。该站为法国A类铁路车站，2018年共发送旅客数量72.4万人次。
莱丰蒂内特站、格拉沃利讷站和博马赖站则均为无人看守的铁路乘降所。

### 航空

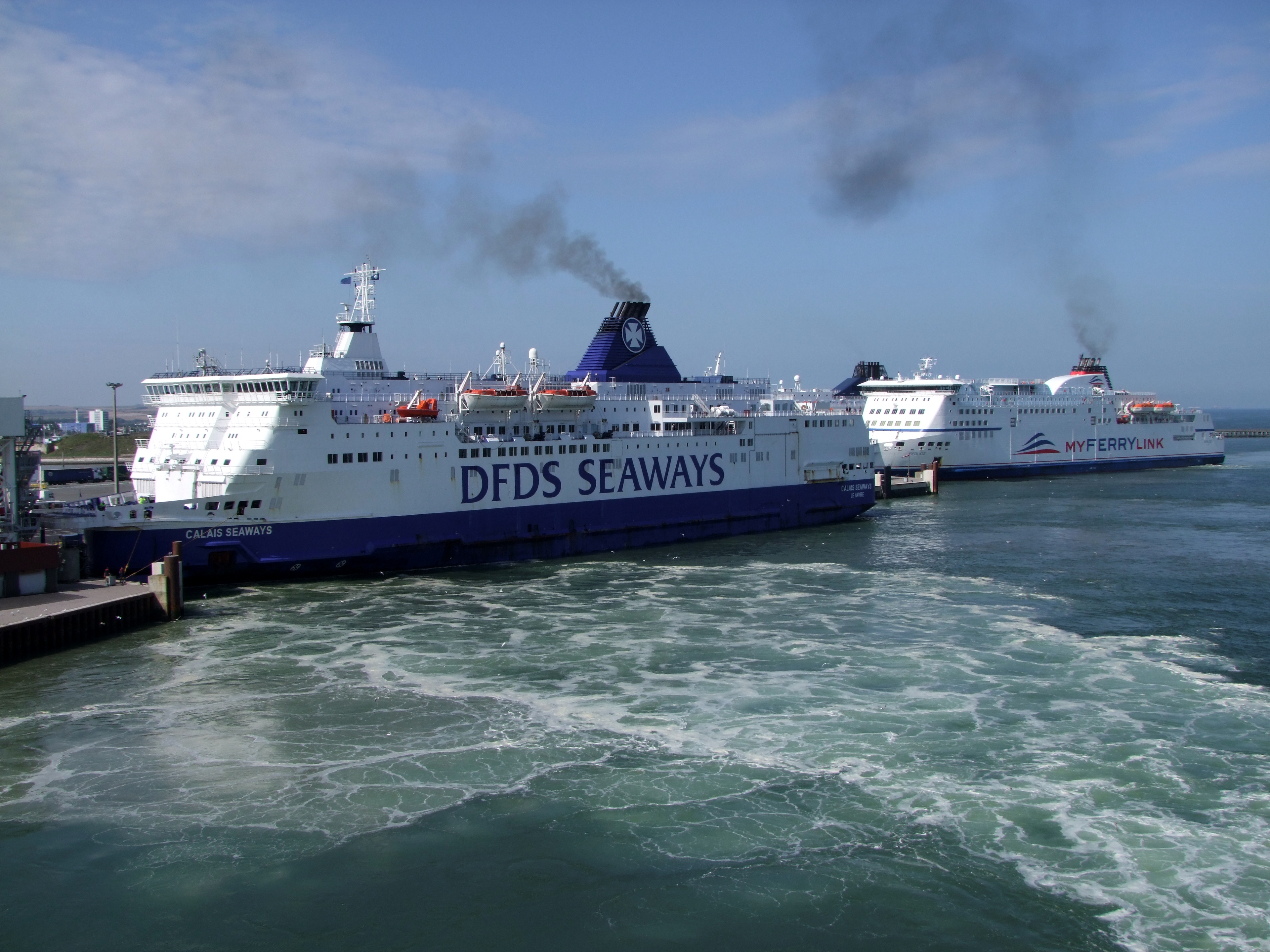
加来港的一艘游轮

加来-敦刻尔克机场位于加来市区东部7公里的马克境内，该机场未开行民用商业航班；距离加来最近的民用机场为里尔-莱坎机场。

### 水运
加来港为法国重要的货运港口，主要开行前往英国的轮渡航线。

### 城市公共交通
加来城市公共交通下属常规公交线路20条，其线路网商业名称为，覆盖了加来城市圈公共社区内的大部分街区。

## 行政区划
加来是法国上法兰西大区加来海峡省的一个市镇，编号为62193。加来是三个省级选区（中文误译为“县”）的中心，也是大加来土地与海洋城市圈公共社区的核心市镇。
法国国家统计与经济研究所（INSEE）在进行数据统计时，将加来分为了31个"块区"（IRIS）。

## 人口
2016年，加来的市镇范围内的合法人口数量为74,978人，其中男性37,774人，女性37,204人，75岁及以上人口数量占比为6.6%，外籍人口5,621人，总人口数量在全法国排名第66位，在加来海峡省排名第一。人口密度为2,238人/平方公里。2018年，加来的出生人口数量为809人，死亡人口数量为742人。
当地居民被称为（男性）或（女性）。
| 年份   | 1936   | 1946   | 1954   | 1962   | 1968   | 1975   | 1982   | 1990   | 1999   | 2006   | 2011   | 2016   | 2017   |
| ------ | ------ | ------ | ------ | ------ | ------ | ------ | ------ | ------ | ------ | ------ | ------ | ------ | ------ |
| 人口數 | 67,568 | 50,048 | 60,340 | 70,372 | 74,624 | 78,820 | 76,527 | 75,309 | 77,333 | 74,888 | 72,915 | 74,978 | 73,911 |

## 政治

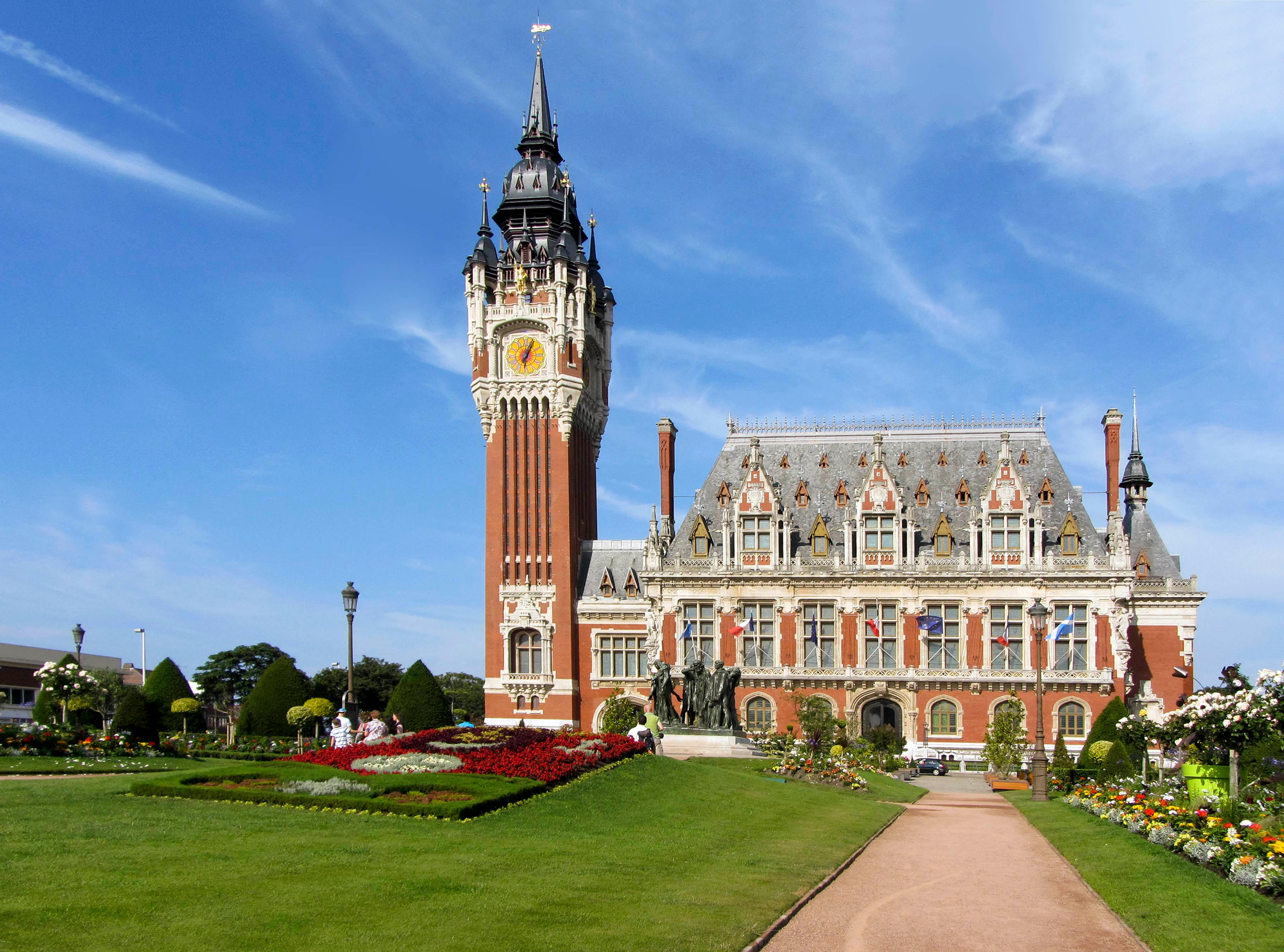
加来市政厅

现任加来市长为娜塔莎·布沙尔女士，她是共和党的一名成员，自2008年起担任市长职务，在2020年的市政选举中获得50.24%的支持率，她也是大加来土地与海洋城市圈公共社区的主席。
| 加来历届市长   |                 |                           |
| 任期           | 市长            | 党派                      |
| 1944年－1945年 | 雅克·旺德鲁     | RPR保衛共和聯盟           |
| 1945年－1947年 | 于贝尔·代法谢尔 | PCF法国共产党             |
| 1947年－1952年 | 加斯通·贝尔特   | SFIO工人国际法国支部      |
| 1952年－1959年 | 安德烈·帕尔芒捷 | SFIO工人国际法国支部      |
| 1959年－1969年 | 雅克·旺德鲁     | UNR新共和国联盟           |
| 1969年－1971年 | 夏尔·博格朗     | UDR共和国保卫联盟         |
| 1971年－2000年 | 让-雅克·巴尔特  | PCF法国共产党             |
| 2000年－2008年 | 雅基·埃南       | PCF法国共产党             |
| 2008年－       | 娜塔莎·布沙尔   | UMP人民运动联盟 →LR共和黨 |

在2017年法国大选的第一轮选举和第二轮选举当中，法国右翼领袖让-玛丽·勒庞在加来分别获得37.17%和57.42%的支持率，居所有候选人首位。

## 经济
加来是加来海峡省人口最多的市镇，亦是加来海峡省工商会所在地，港口运输及进出口贸易是当地的重要经济来源。

### 财政
2017年，加来的财政支出总额为9557.5万欧元，财政收入总额为10835.5万欧元，债务总额为9699.9万欧元。

### 收入
2014年，加来的人均月纯收入为2,128欧元，其中高级职员为3,747欧元，低于法国平均水平（4,141欧元）；普通工人为1,784欧元，高于法国平均水平（1,637欧元）。
2016年，加来的青壮年人口（15-64岁）失业率为15.1%。总人口中有31.6%拥有纳税资格。

## 社会事务

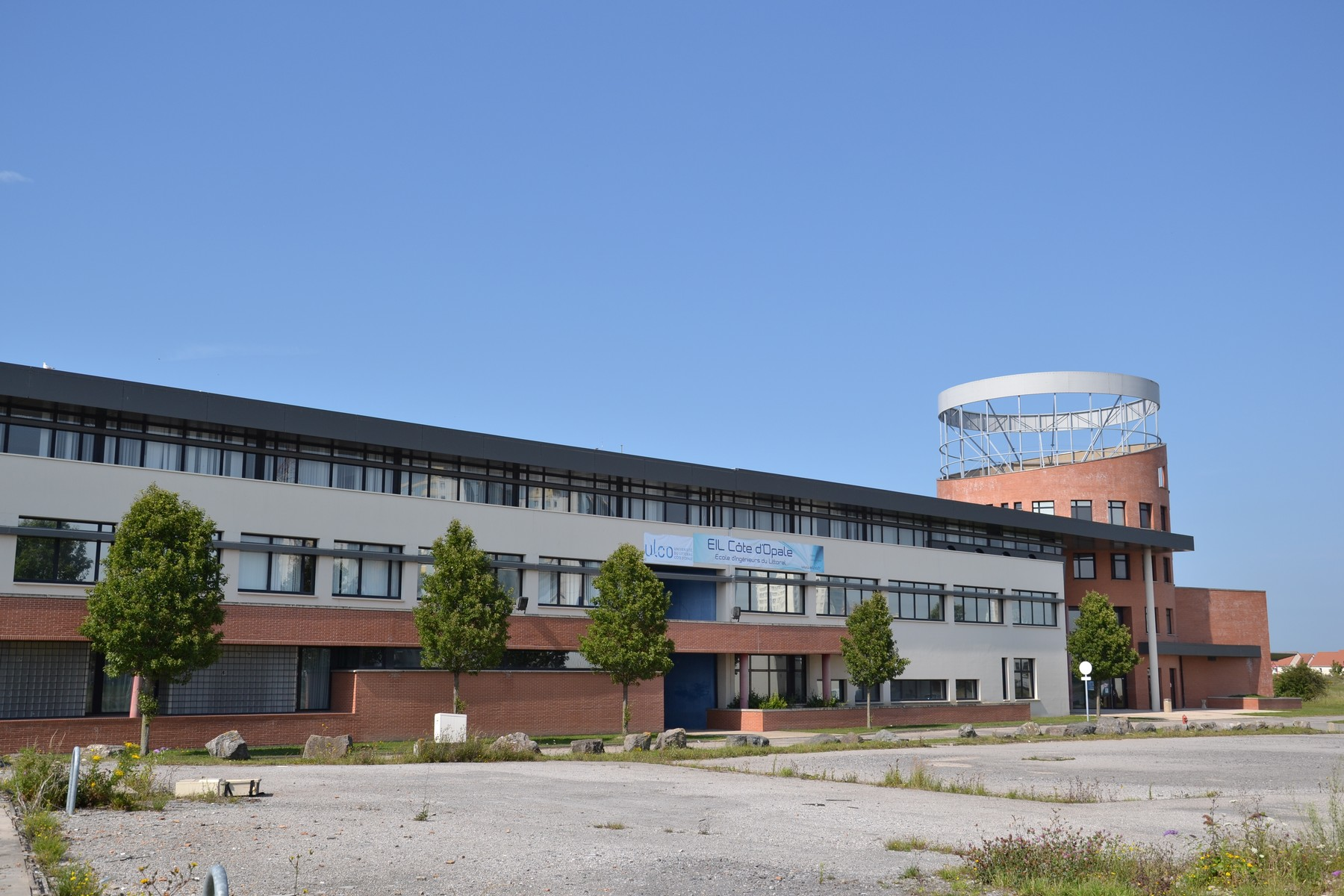
滨海大学加来校区

### 科研教育
加来属于里尔学区。截止2018年底，加来境内共有15所幼儿园、30所小学、9所初级中学、4所普通高中和4所职业高中，其中1所高中开设有大学校预备班，另有1所卫生学校。2018－2019年学年度，加来境内中等阶段在校学生总人数为7,973人。
在高等教育方面，滨海大学是法国的一所公立综合性大学，建于1991年，该校及下属的工程师学校在加来设有校区。

### 医疗
截止2018年1月1日，加来境内共有全科医生62名，保健师62名，牙医33名、护士108名、耳科医生7名、眼科医生6名、皮肤科医生2名、助产士4名和妇科医生8名。市区内共有药房36家。
加来中心医院（Centre Hôpital de Calais）是当地的一个公立医院，设有两个病区。
此外，加来境内还有9家养老院和5处残疾人帮扶中心。

### 住房

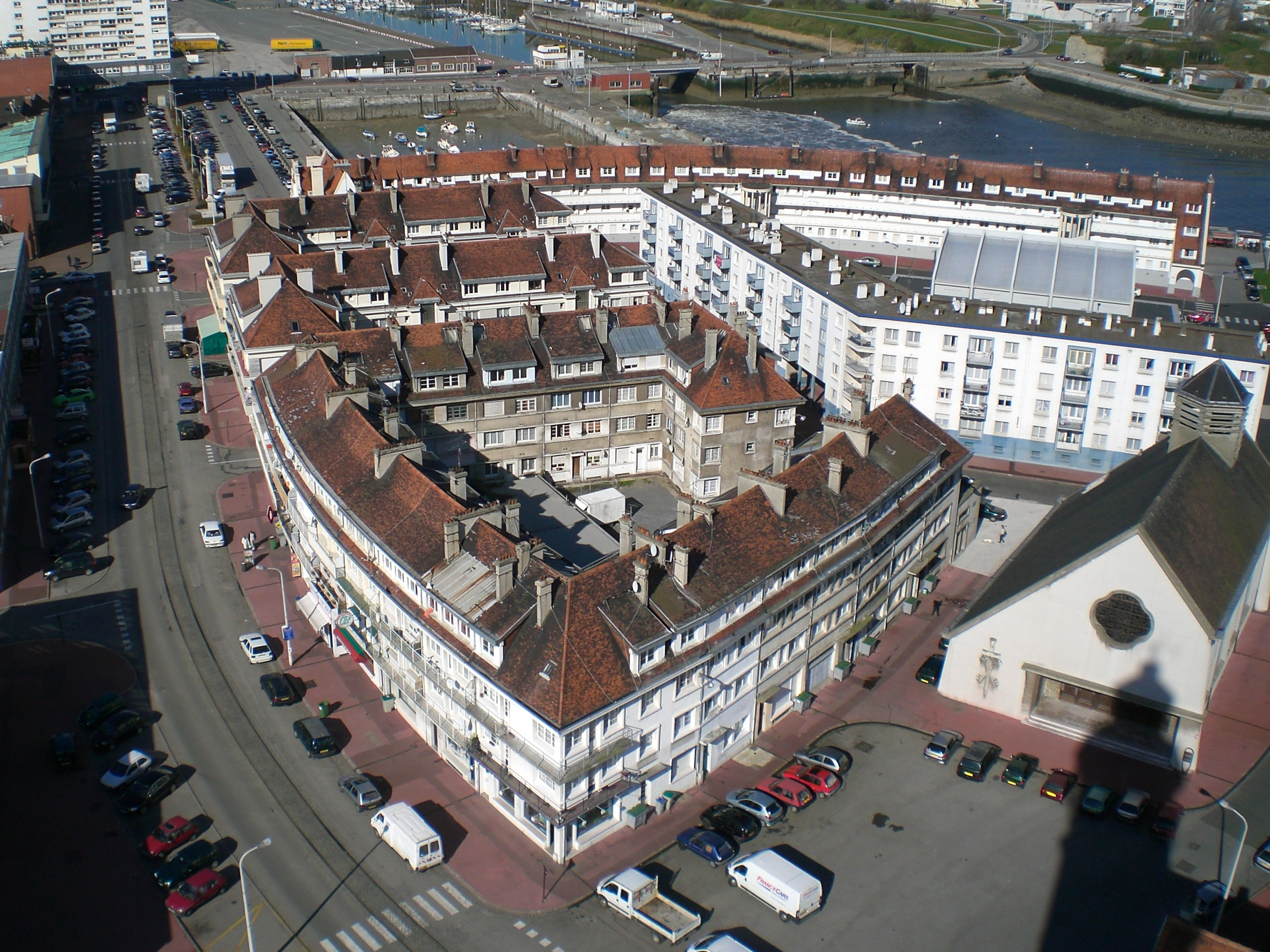
加来的一处街区

2015年，加来境内共各类居民住房36,061处，比上一年增加了23处。其中89%为常住居民住房。主要集中式居民区位于市区东部的“博马赖”街区。

### 商业
2015年，加来境内共有各类商业铺面2,834家，其中餐饮服务类商业铺面1,174家，个体性的商铺主要位于加来市中心，市中心有“加来之心”购物中心，而加来市区东部则有“马塞尔·多雷”商业中心，数十家大型商场分布与此。

### 体育
截止2019年初，加来共包括2个游泳池，18个体育馆，1个体育场，18个网球场，15个足球或橄榄球场和14个篮球场或排球场。莱波佩体育场是当地最大的体育场，可同时容纳观众1.2万人，曾为加来联盟足球俱乐部的主场，后者于2017年因债务原因解散。

### 环境
加来境内的环境和可持续发展事务由大加来土地与海洋城市圈公共社区负责。2015年，加来市区内共有23家污染企业，当年的一氧化碳浓度为200 µg/m³，二氧化氮浓度平均值为17,5 µg/m³，臭氧浓度平均值为52µg/m³，二氧化硫浓度平均值为2µg/m³，颗粒物平均值为19.5µg/m³，均低于法国平均水平。

## 文化

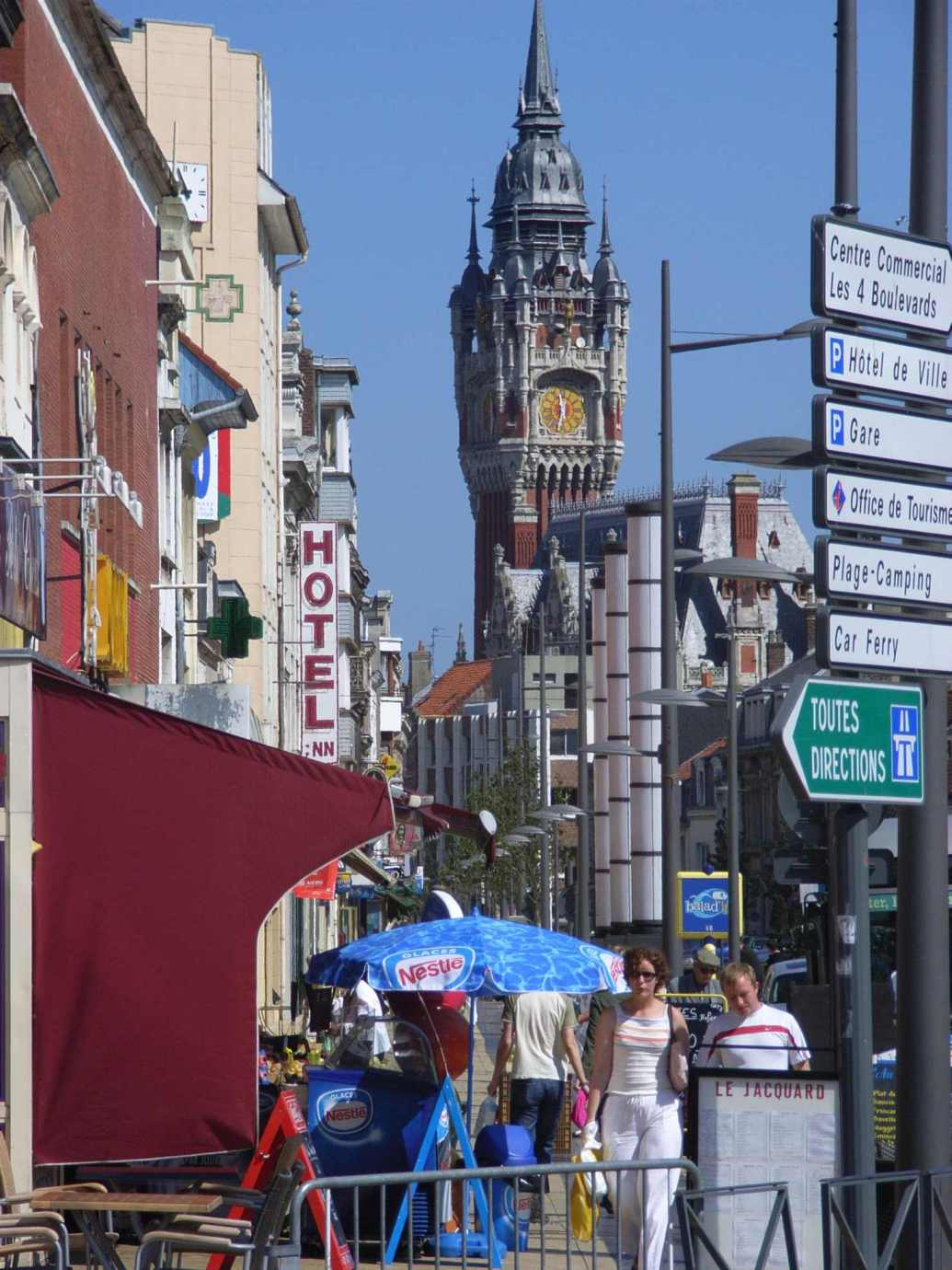
加来街头

由于历史渊源和地理位置原因，加来被认作是与英格兰关系最紧密的法国城市，每天有数十列高铁列车经英法海底隧道往返于两国之间，由加来港前往英国多佛尔的轮渡航线也依旧繁忙，甚至有媒体认为加来至今仍为事实上的英国殖民地。
加来境内有1处歌剧院、1处电影院、2处博物馆和1个音乐厅，其中加来大剧场位于市中心，建成于2003年，是当地重要的文化设施。

## 旅游
加来境内共有11处法国文物保护单位。主要旅游景点以海事建筑为主，包括建成于13世纪的盖塔和建成于16世纪的加来城塞，以及19世纪建成的加来灯塔等。加来式蕾丝国际城开放于2009年，其前身为加来蕾丝工厂。
截止2018年，加来设有1处游客接待中心，共有19家宾馆共779个房间。

## 相关人物
法国歌手皮埃尔·巴什莱曾在20世纪80年代长期居住于加来，并创作了法国北方民谣。

## 友好城市
截至2020年4月，加来共与七座城市互为友好城市：

| - 德国 杜伊斯堡 - 德国 维斯马 - 英格兰 多佛尔 - 拉脫維亞 里加 | - 羅馬尼亞 布勒伊拉 - 斯洛維尼亞 巴尔代约夫 - 方加 |